# Плевротомарии
Плевротомарии (лат. Pleurotomariidae) — примитивное семейство брюхоногих моллюсков. Является реликтовым семейством, представители которого были широко распространены в палеозойской и мезозойской эре. В настоящее время описано приблизительно 30 современных видов, которые распространены в Индо-Тихоокеанском и Карибском регионе. Раковина современных представителей семейства тонкостенная, с перламутровым слоем, и характерным глубоким щелевидным вырезом на последнем обороте (наружной губе), который служит примитивному моллюску для дыхания через две перистые жабры. Оперкулум круглый, роговый. Живут на глубине от 40 до 3000 м и питаются губкам
и. Считаются редкими.

## Этимология названия
Название моллюском данного семейства дано за характерную особенность их раковин — глубокий щелевидный вырез на последнем обороте: др.-греч. πλευρά — «бок», τομή — «разрез», -ari- — латинский суффикс со значением вместилища, -idae — стандартный элемент для оформления названий семейств.

## Филогения

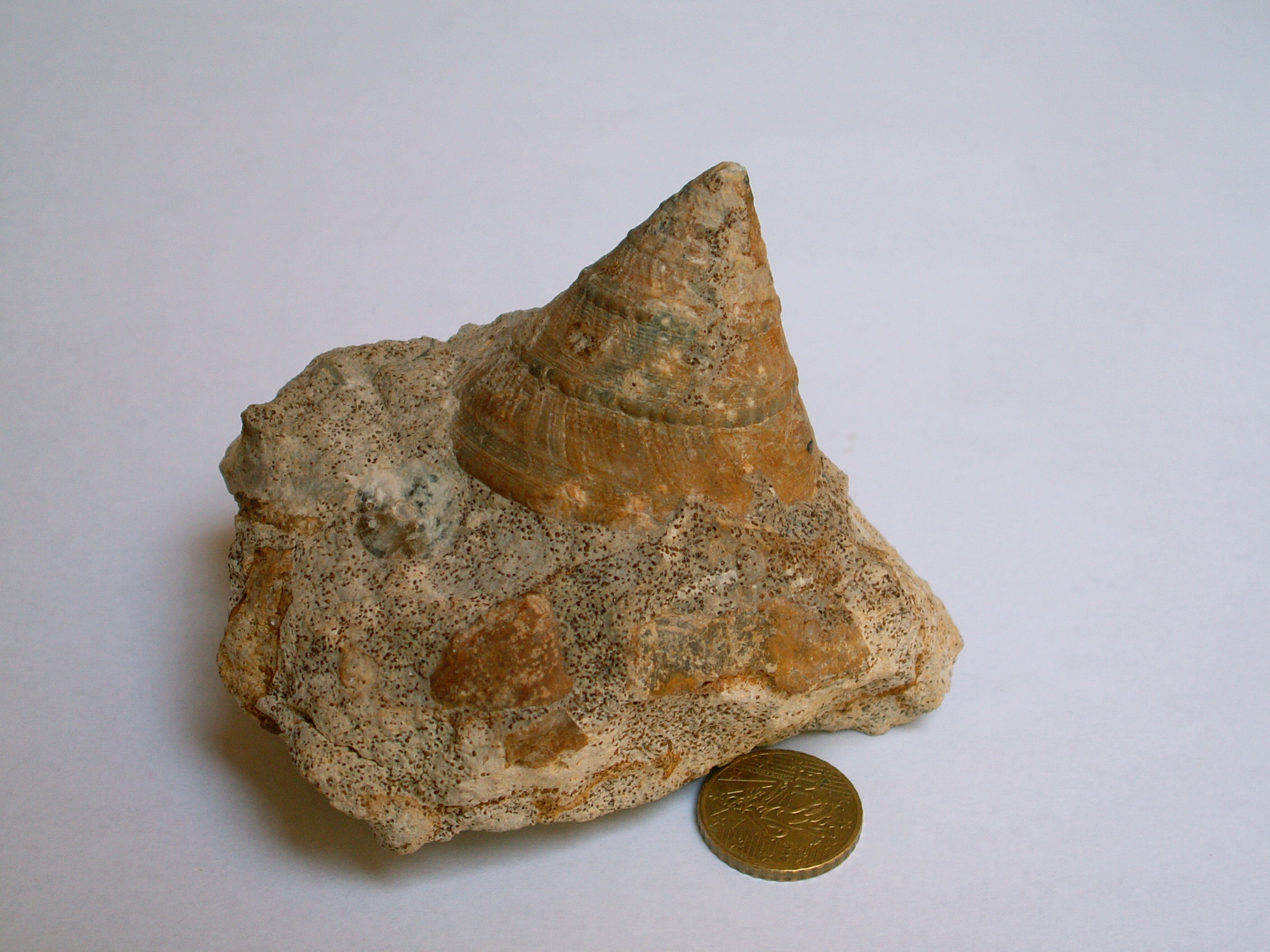
Ископаемая раковина плевротомарии из рода Pyrgotrochus

Ископаемые останки представителей семейства известны начиная с верхнего кембрия. Плевротомарии доминировали среди морских брюхоногих в палеозое и мезозое, вплоть до массового вымирания в меловом периоде.

## История открытия
Руководствуясь находками только ископаемых останков раковин моллюсков данного семейства, ученые считали его вымершим вплоть до ноября 1855 года, когда рыболовная драга, промышляющая у берегов острова Мари Галанте, относящегося к Малым Антильским островам, подняла с глубины 140 метров раковину диаметром около 5 см с перламутровым отливом. Данная раковина, как и другие конхологические находки на данной территории, попала в руки французского натуралиста Беау, занимавшего видный пост в военной администрации колонии. Спустя год данный вид был описан зоологами Фишером и Бернарди под названием Плевротомария Квойяна (Pleurotomaria quoyana) в честь французского натуралиста, в Парижском «Конхологическом журнале». В описании указывалось, что живой моллюск пока ещё не найден, но раковина является безусловно свежей и в ближайшее время можно ожидать появления новых находок.
В 1858 году после смерти Беау владельцем раковины Pleurotomaria quoyana стал некий Роланд дю Рокван, а затем французский коллекционер П. А. Монтессье. В 1867 году он умер, а раковина моллюска вместе с остатками его конхологической коллекции попала к известному коллекционеру Роберту Дамону. Миссис де Бург приобрела её у последнего за 25 гиней. С 1941 года данная раковина находится в Британском музее. Следующие находки данного вида были совершены лишь спустя четверть века, когда в 1880 году ещё один экземпляр был поднят драгой недалеко от Барбадоса и один в Мексиканском заливе у берегов полуострова Юкатан.
Спустя шесть лет после первого открытия современного вида плевротомарии был описан второй вид — Pleurotomaria adansoniana (Entemotrochus adansoniana) по крупной около 12,5 см в диаметре, сильно разрушенной, но явно не ископаемой раковине, выловленной в Карибском море. Владельцем раковины стал доктор Коммерманд. Живой экземпляр данного вида был добыт в Карибском море у берегов Флориды только через двадцать лет после описания вида. Интересная история, связанная с данной раковиной, приводится Питер Дансом. Он пишет: 

Во второй половине XIX века Самюэль Ашар, страстный коллекционер из Ливерпуля, путешествовал по Малым Антильским островам. Однажды в витрине антикварной лавки на Барбадосе он увидел прекрасный образец Entemotrochus adansoniana и сразу же купил его. Это была большая удача. Однако история на этом не заканчивается. Несколькими годами позже он вернулся на Барбадос и, зайдя в тот же магазин, на той же самой полке обнаружил другой аналогичный экземпляр, который также сразу же купил. Впоследствии первый образец был подарен Ливерпульскому музею, где хранится до сих пор. Второй приобрел Роберт Дамон, перепродавший его Дарбиширу, коллекционеру из Манчестера. В 1896 году тот подарил его Манчестерскому музею. Годом раньше Британский музей купил у Дамона ещё один великолепный экземпляр этого вида за весьма умеренную цену — 55 фунтов.

Во второй половине XIX века новые виды плевротомарий описывали каждые 8-10 лет. Следующая находка нового описана в Японии. Немецкий врач Хингендорф (Хильгендорф), который был приглашён Токийским Императорским университетом прочитать курс лекций на медицинском факультете, приобрёл в 1875 году в сувенирной лавке на острове Эносима красно-жёлтую раковину плевротомарии. Она стала первой плевротомарией, найденной вне Карибского региона. Вернувшись в Европу Хильгендорф описал привезённый из Японии образец под названием Плевротомария Бейричи (Pleurotomaria beyrichi).
Британский музей сразу же объявил награду в 100 долларов, что составляло около 40 йен — очень крупную денежную сумму по тем временам, первому, кто добудет второй экземпляр этого вида. Японцы тут же прозвали раковину «раковина-миллионер» или «раковина миллионера» (яп. 兆屋貝 тё:ягай, буквально «…триллионера»). Данное название закрепилось за плевротомариями в Японии и по сей день. Награду от Британского музея получил рыбак по имени Мисаки, добывший спустя год после публикации объявления живой экземпляр плевротомарии Бейриха.
Впоследствии было установлено, что о существовании живых видов плевротомарий японцы узнали примерно на 80 лет раньше европейских учёных. Первая иллюстрация плевротомарии под названием «неизвестная ракушка» была опубликована 1775 году в книге, вышедшей в Осаке. Её автором был Кинкадо Кимура. Другая иллюстрация раковины плевротомарии также выполнена до их открытия Беау. Она находится в книге «Изображения раковин» Секио Мусаси, вышедшей в 1843 году. Иллюстрация имеет следующую подпись: «эта раковина называется старая варварская раковина, потому что она выглядит потёртой и похожа на варварскую раковину». «Варварской раковиной» японцы назвали Tristichotrochus unicus, небольшую раковину из семейства Трохид.

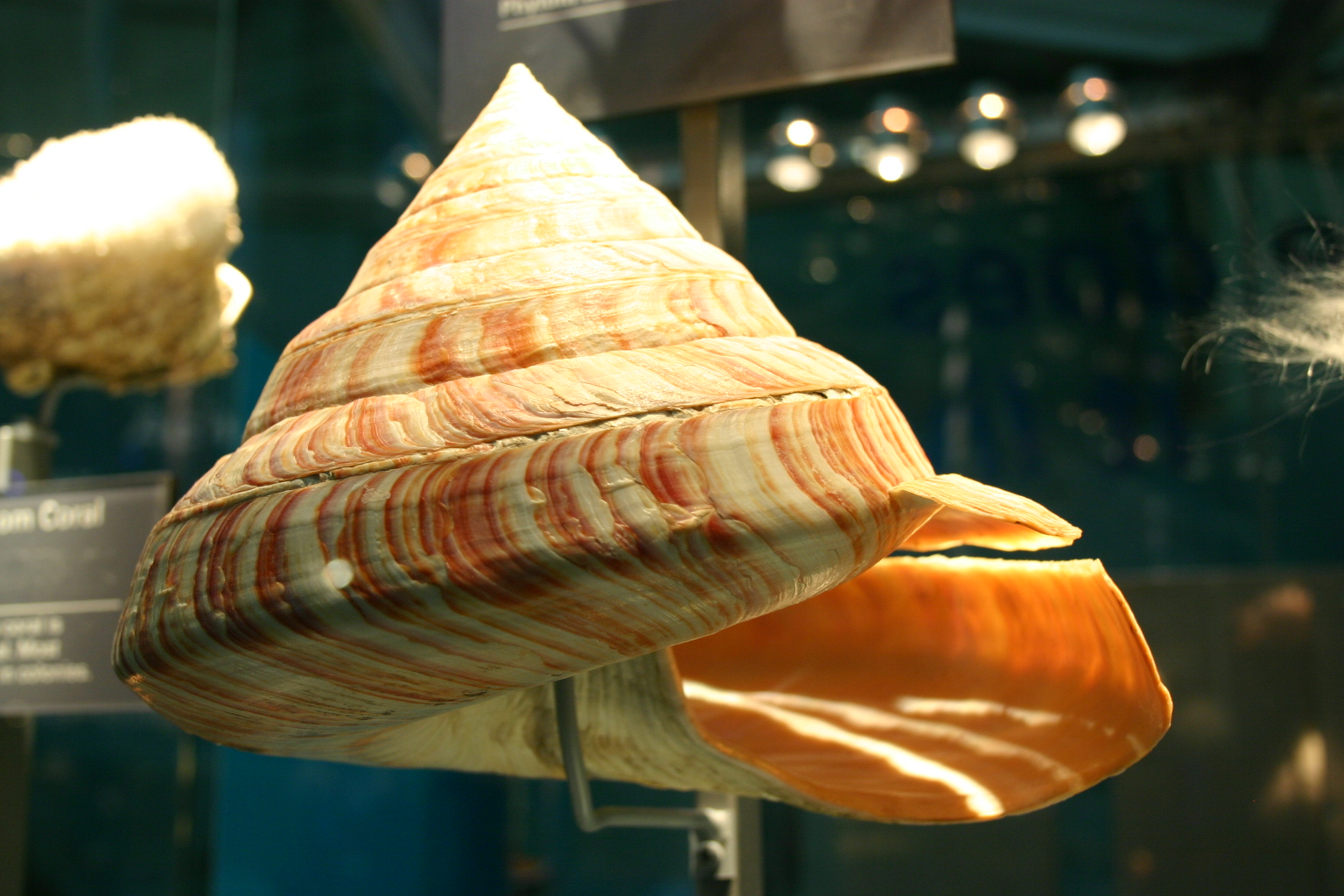
Плевротомария Румфи (Entemnotrochus rumphii) крупнейшая из плевротомарий

Позднее было описано ещё два вида плевротомарий, обитающих у берегов Японии. Сейчас японские плевротомарии выделены в отдельный род — Mikadotrochus. Оказалось, что наиболее обычным и распространённым видом плевротомарий является японский вид Микадотрохус Хирасе (Mikadotrochus hirasei), описанный в 1903 году американским учёным Пильсбри.
В 1879 году конхолог М. М. Шепман приобрёл в Роттердаме в магазине антикварных вещей и диковинок раковину с характерным вырезом диаметром 25 см. Таким образом была открыта самая крупная из ныне живущих плевротомарий — плевротомария Румфа (Entemnotrochus rumphii), названная именем голландского натуралиста XVII века. Интересно, что экземпляр Шепмана оставался самым крупным на протяжении почти 100 лет. Родиной этого моллюска является Южно-Китайское море.

## Ареал
Районы обитания плевротомарий включают Филиппины, Японию, Карибское море, Индонезию, Новую Каледонию, Западную Австралию, западную Атлантику от Северной Каролины до Бразилии и Южную Африку.

## Систематика
Семейство включает следующие рода:
- Bayerotrochus Harasewych, 2002
- Entemnotrochus Fischer, 1885
- Mamoeatomaria Begg & Grant-Mackie, 2006
- Mikadotrochus Lindholm, 1927
- Perotrochus Fischer, 1885
- Pleurotomaria Sowerby, 1821

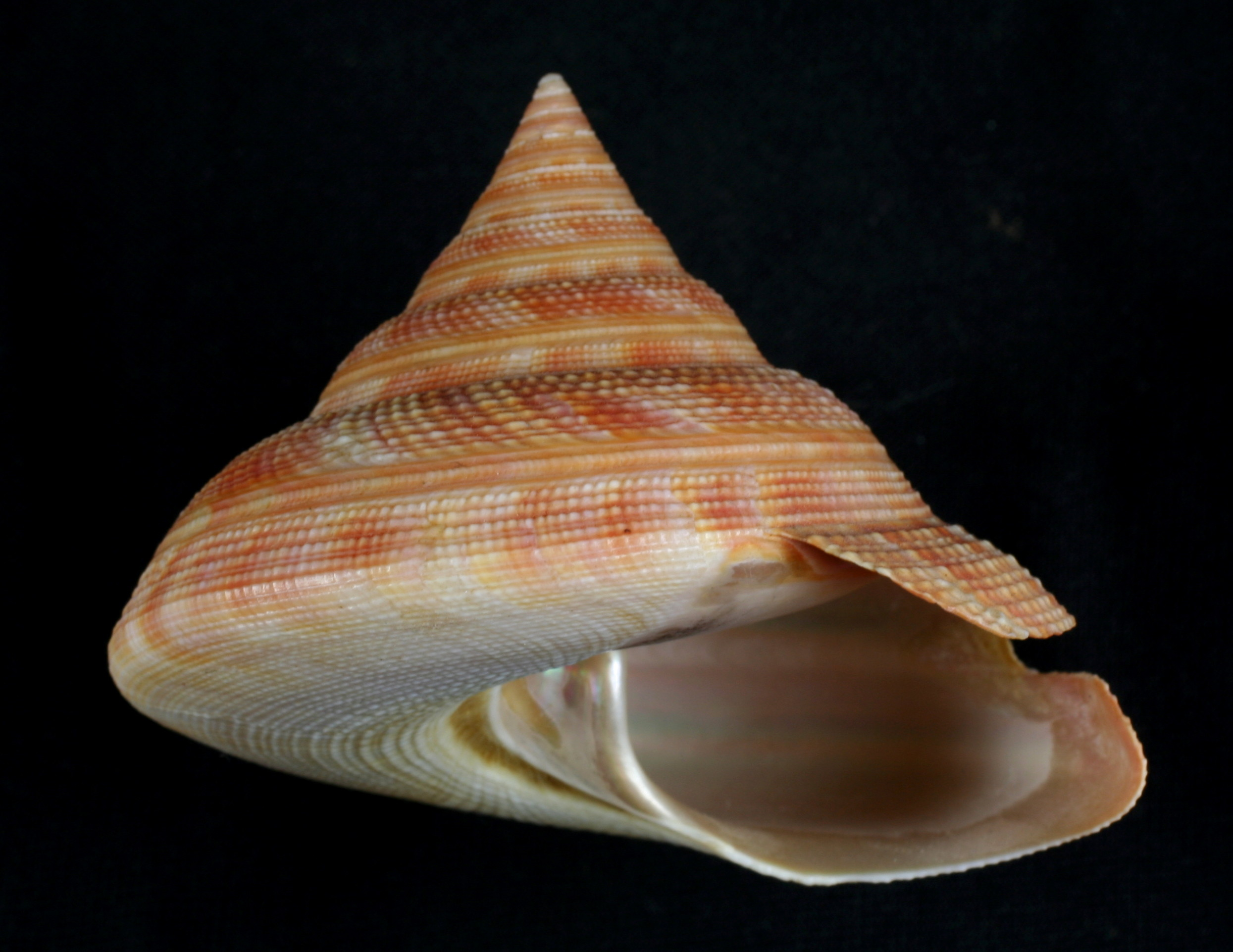
Mikadotrochus hirasei

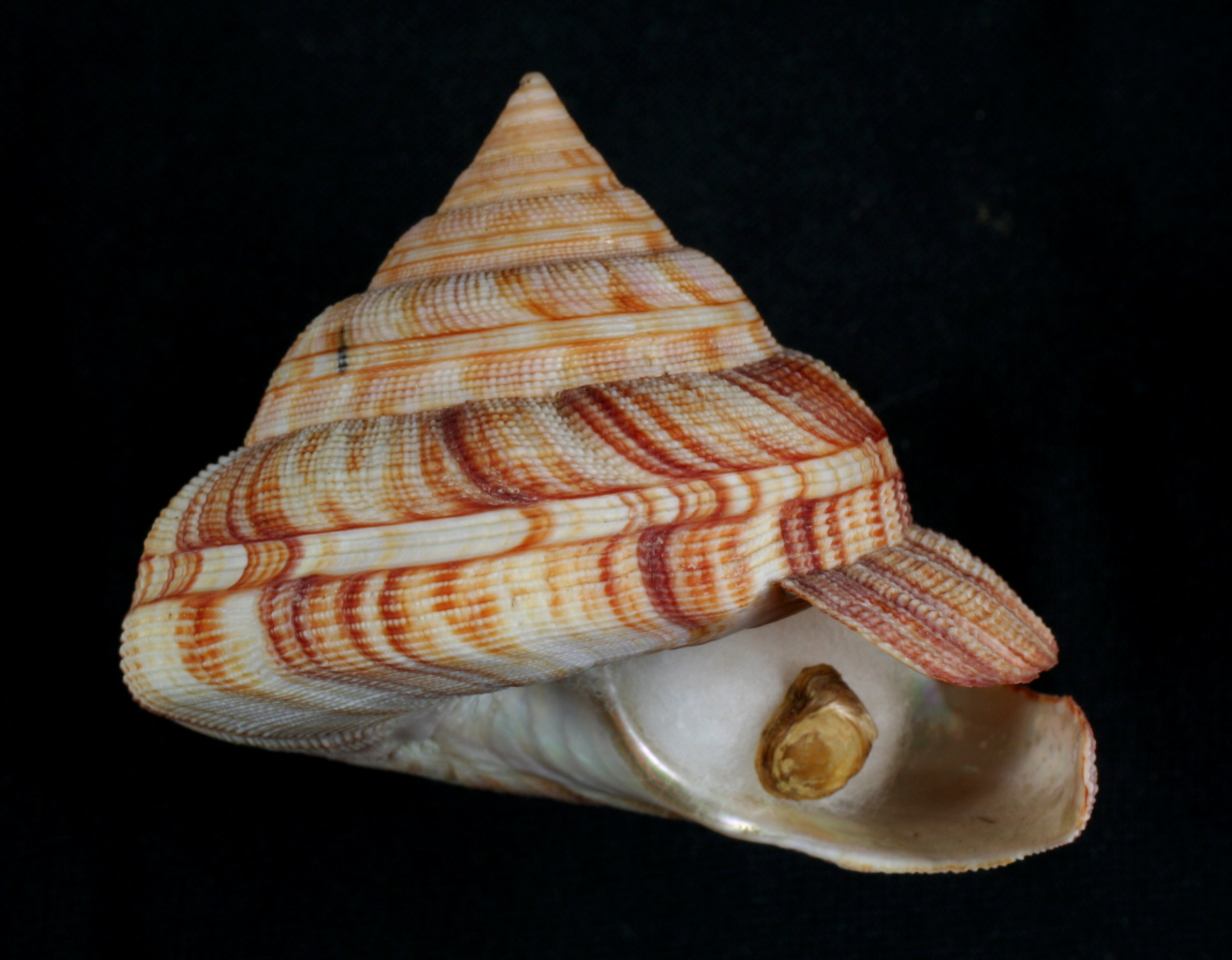
Perotrochus atlanticus

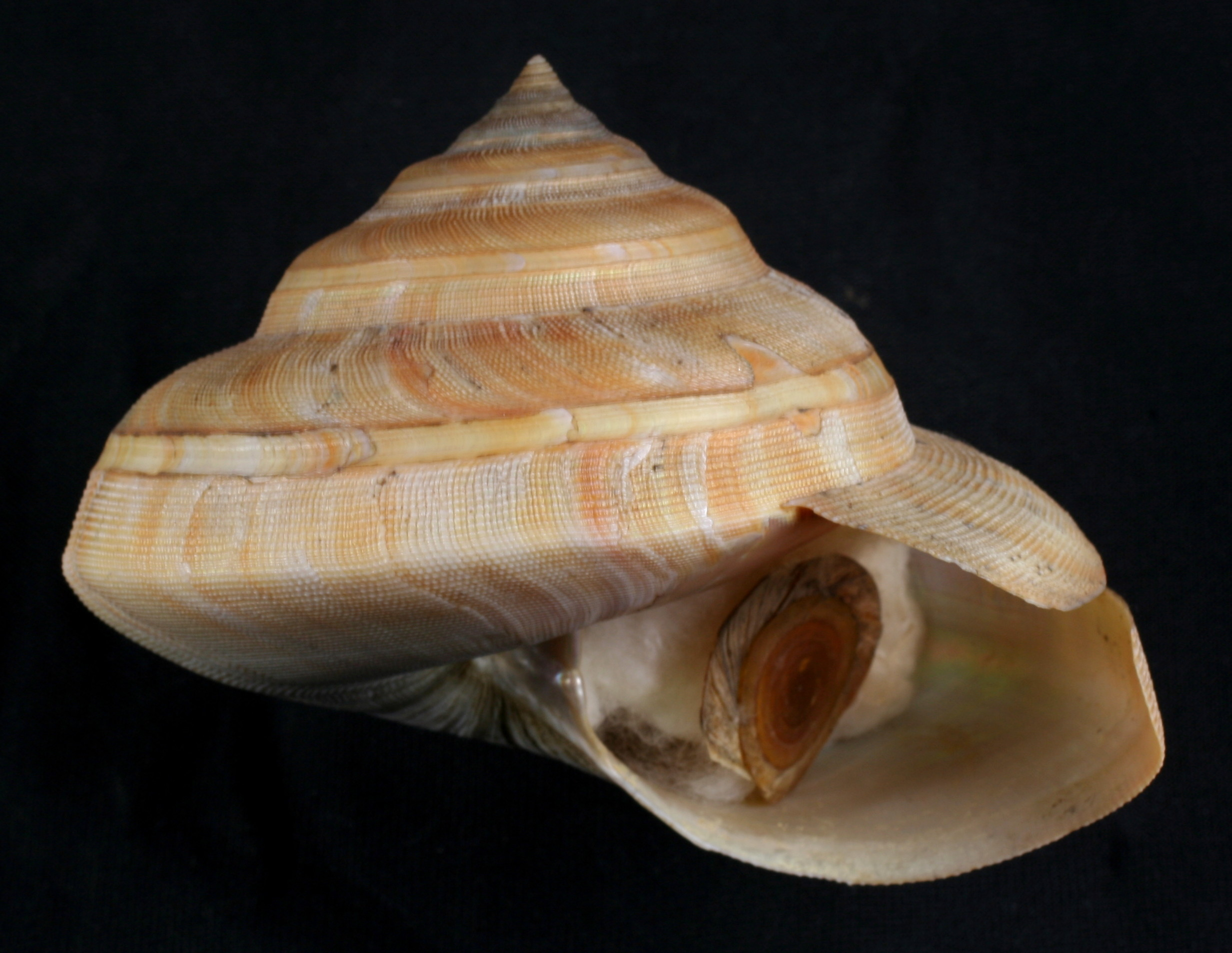
Bayerotrochus teramachii

В 2005 году в свет вышла монография по плевротомариям, написанная одним из выдающихся малакологов Гвидо Поппе, — «Anseeuw & Poppe: Pleurotomariidae: An Iconographic visit anno 2005 as a supplement of Visaya». Данное издание остается наиболее фундаментальным пересмотром семейства плевротомириид и подробно описывает все известные современные 29 видов:
- Perotrochus quoyanus insularis
- Perotrochus lucaya
- Perotrochus amabilis
- Perotrochus maureri
- Perotrochus atlanticus
- Perotrochus vicdani
- Perotrochus metivieri
- Entemnotrochus adansonianus adansonianus
- Entemnotrochus adansonianus bermundensis
- Entemnotrochus rumphii
- Mikadotrochus beyrichii
- Mikadotrochus hirasei
- Mikadotrochus oishii
- Mikadotrochus salmianus
- Mikadotrochus anseeuwi
- Mikadotrochus caledonicus
- Mikadotrochus deforgesi
- Mikadotrochus gotoi
- Bayerotrochus africanus
- Bayerotrochus teramachii
- Bayerotrochus westralis
- Bayerotrochus boucheti
- Bayerotrochus diluculum
- Bayerotrochus tangaroana
- Bayerotrochus indicus
- Bayerotrochus poppei
- Bayerotrochus midas
- Bayerotrochus pyramus
- Bayerotrochus charlestonensis
- Perotrochus tosatoi